# Umberto Bossi
Umberto Bossi (* 19. září 1941) je italský politik, dlouholetý poslanec, senátor a bývalý předseda strany Ligy severu (Lega Nord ), která usiluje o autonomii nebo nezávislost severní Itálie neboli Padánie. Byl také ministrem ve vládě Silvia Berlusconiho. V roce 2006 byl neúspěšným kandidátem na prezidenta, kdy prohrál s Giorgiem Napolitanem.
V roce 2017 byl odsouzen za zpronevěru stranických fondů.